# Boethus schizoceri
Boethus schizoceri là một loài tò vò trong họ Ichneumonidae.